# Alejandro Alayza Mujica
Alejandro Alayza Mujica (Lima, 1946) es un pintor y grabador peruano.

## Biografía
Sus padres fueron el abogado y político Ernesto Alayza Grundy y la limeña Herminia Mujica Álvarez-Calderón. Estudió en la Escuela de Artes Plásticas de la Universidad Católica del Perú, bajo la dirección de Adolfo Winternitz, en la especialidad de pintura. Dos años después de graduarse, en 1974, empezó a ejercer la docencia en la Escuela de Artes Plásticas, desde 1984 Facultad de Arte de la Universidad Católica, donde fue nombrado profesor principal en 1997. 
Alayza participó en 1975 en la exposición colectiva Grabados peruanos, del Museo de Arte Italiano de Lima, y en 1979 en Grabados, en Lima-San Isidro, en la galería del Ministerio de Industria Comercio y Turismo Interno. 
A partir de 1979 Alayza ha expuesto con regularidad en muestras individuales, bienales o colectivas, en el Perú y en el extranjero, y su obra forma parte de colecciones nacionales y extranjeras.  
En 2001 asumió el decanato de la Facultad de Arte interinamente, tras el fallecimiento de la anterior decana, Anna Maccagno. Fue elegido decano de la misma facultad en 2001 y 2005.
Paralelamente a su actividad docente y artística, Alayza ha trabajado en restauración de patrimonio pictórico y ha desarrollado numerosas actividades universitarias y en la sociedad civil.

## Crítica y reconocimientos
Según Nanda Leonardini, la obra de Alayza «deambula en el arte abstracto y con posterioridad en el figurativo a través de cual mira al ser humano y a la naturaleza» porque, según el propio artista, «el trabajo consiste en amar la vida».
Alayza ha recibido diversos premios, entre los que cabe destacar el Premio Gabriela Mistral, que le fue otorgado por la Organización de los Estados Americanos en 1997.